# 井上工業
井上工業株式会社（いのうえこうぎょう）は、群馬県高崎市に本社を置いていた建設会社。高崎市に高さ42mの観音像『高崎白衣大観音』を建設したほか、若き日の田中角栄元首相が勤めていたことでも知られる。2008年（平成20年）10月16日東京地方裁判所に破産を申請し、同日破産手続開始決定を受けた。

## 沿革
- 1888年（明治21年）6月10日 - 井上保三郎商店（井上組）創業。
- 1929年（昭和4年） - 井上工業株式会社設立。
- 1936年（昭和11年） - 高崎観音建立。
- 1964年（昭和39年） - 東京証券取引所2部上場。
- 2000年（平成12年）8月 - 特定調停の成立により、銀行借入金142億78百万円の債務免除を受ける。
- 2008年（平成20年）1月21日 - 株価が前日の終値である69円から41円まで急落。原因は当時の社長である宮崎純行が担保にしていた自社株が信用取引の損失により強制的に売られたことによるもの。
- 2008年（平成20年）7月22日 - 取締役会において宮崎が社長職を解任され、2006年まで社長だった中村剛が新社長に選任された。
- 2008年（平成20年）10月16日 - 破産申請、同日破産手続開始決定を受ける。負債総額は子会社のフォレストと合わせると125億円[1]。
- 2008年（平成20年）10月31日 - 上場廃止。
- 2011年（平成23年）11月22日 - 架空増資の疑いで、金融商品取引法違反（偽計）で当時の幹部3人が逮捕される[2]。

## 不祥事
- 2008年（平成20年）9月に行った18億円の第三者割当増資が、15億円を自社資金から拠出し残りを金融ブローカーなどから調達し、引受先の投資事業組合を経由して増資にあてる架空増資を行ったとして、2011年（平成23年）11月22日に当時の幹部3人が金融商品取引法違反（偽計）などの疑い逮捕された。新株1億5千万株の多くは暴力団関係者に流れ即日売却されたと見られている[2][3]

## 関連会社
- 井上道路株式会社 - 群馬県高崎市
- フォレスト株式会社 - 群馬県高崎市
- 株式会社プロス・G - 東京都中央区